# Mothur
mothur est un progiciel open source utilisé pour le traitement de données en bioinformatique. Il est fréquemment utilisé dans l'analyse de l'ADN de microorganismes non cultivés. mothur est capable de traiter les données générées par plusieurs méthodes de séquençage d'ADN, notamment le pyroséquençage 454, l'Illumina HiSeq et MiSeq, la méthode de Sanger, le PacBio et l'IonTorrent. La première publication de mothur a eu lieu en 2009 : elle a été annoncée dans un article de la revue Applied and Environmental Microbiology. Au 6 novembre 2019, l'article présentant mothur avait été cité 11 730 fois.